# Leon X
Leon X (łac. Leo X, właśc. Giovanni di Lorenzo de’ Medici, pol. Jan Medyceusz; ur. 11 grudnia 1475 we Florencji, zm. 1 grudnia 1521 w Rzymie) – papież w okresie od 11 marca 1513 do 1 grudnia 1521.

## Życiorys

### Wczesne życie
Młodszy syn signora Florencji, Wawrzyńca Wspaniałego oraz Klarysy Orsini, pochodził z rodu Medyceuszy. Był kuzynem Giulia de Mediciego. Od najmłodszych lat był przygotowywany do służby w Kościele; kreowany kardynałem diakonem St. Maria in Domnica w wieku 13 lat, na konsystorzu 9 marca 1489. W tym samym roku rozpoczął studiowanie teologii i prawa kanonicznego w Pizie. W 1492 został oficjalnie przyjęty do Kolegium Kardynałów i brał udział w konklawe 1492. W latach 1483–1513 był zarządcą około dziesięciu opactw, m.in. Monte Cassino w latach 1486–1504. Był także biskupem Pesaro w latach 1503–1504 i administratorem diecezji Amalfi w latach 1510–1513. W latach 90. XV wieku, po wygnaniu z Florencji wiele podróżował po Europie i stykał się z wybitnymi osobistościami swojej epoki. Po powrocie do Rzymu został mianowany legatem w Bolonii (1511), a wkrótce potem odzyskał władzę we Florencji.

### Wybór na papieża
W chwili śmierci papieża Juliusza II Jan Medyceusz miał 37 lat i należał do frakcji młodszych kardynałów. Podczas konklawe 1513 był na tyle chory, że trzeba było zanieść go na głosowanie. Dzięki swoim nienagannym manierom potrafił zjednać sobie wielu przyjaciół i ustrzec się wrogów, co prawdopodobnie zapewniło mu elekcję bez symonii.

### Pontyfikat

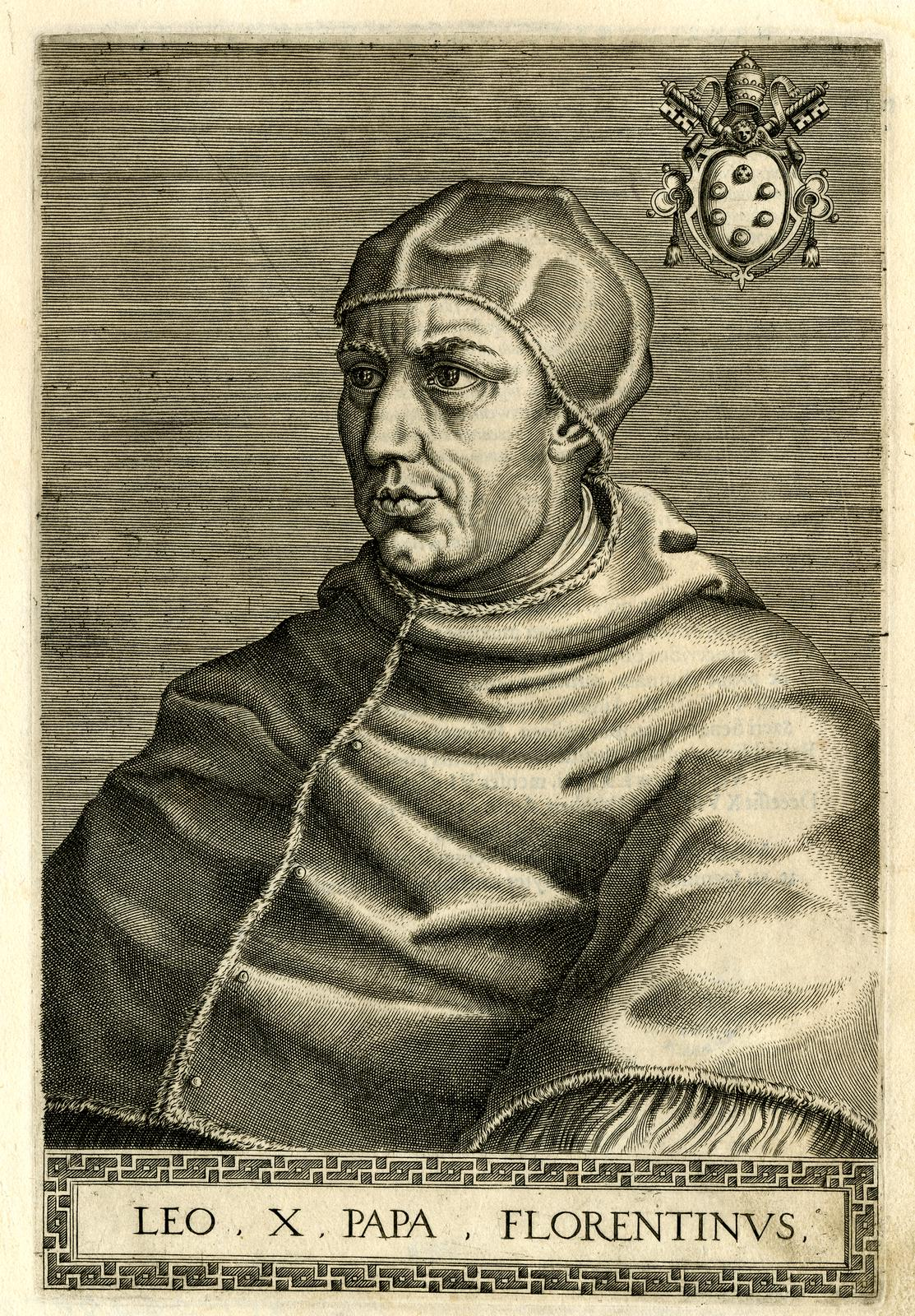
papież Leon X

Podobnie jak jego poprzednik, Juliusz II, Leon X był przeciwnikiem Francji i skupiał swoje działania na sojuszach antyfrancuskich. W 1513 przystąpił do Ligi z Malines, w skład której wchodził Maksymilian I Habsburg, Hiszpania i Anglia. Francja wprawdzie wstrzymała poparcie dla soboru w Pizie, jednak gdy władzę objął Franciszek I Walezjusz, pokonał on wojska Ligi w bitwie pod Marignano i podbił Mediolan. Wówczas Leon X spotkał się z królem francuskim w Bolonii i podpisał porozumienie, na mocy którego Stolica Apostolska zobowiązała się oddać Parmę i Piacenzę, zatrzymując Mediolan. Ponadto papież zawarł konkordat, który ostatecznie unieważnił sankcję pragmatyczną z Bourges, nadając królowi Francji prawo powoływania wszystkich wyższych urzędów kościelnych. W 1516 prowadził także drugą wojnę, w której chciał mianować księciem Urbino swojego bratanka Wawrzyńca II, jednak pomimo początkowego sukcesu wojna zakończyła się fiaskiem, zarówno politycznym, jak i finansowym. W tym samym roku miał miejsce zamach na jego życie (miał zostać otruty) zorganizowany przez kardynała Alfonsa Petrucciego. Współpracownikami byli kardynałowie: Bandinello Sauli i Adriano Castello. Petrucci został skazany na śmierć, natomiast współdziałających z nim kardynałów pozbawiono godności kościelnych.
Podczas konklawe, w wyniku którego został wybrany na papieża, podpisał: kapitulacje wyborcze, zobowiązując się do kontynuowania soboru laterańskiego V, potępienie schizmatycznego soboru pizańskiego, konkordat z Francją i obalenie sankcji pragmatycznej. Wprawdzie na kolejnych sesjach podejmowano próby reformy Kościoła i likwidacji istniejących nadużyć, jednak kiedy nadszedł moment realizacji tych planów, okazało się, że nowe przepisy nie różnią się od dotychczas obowiązujących. Wkrótce potem sobór został zamknięty (16 marca 1517), a Leon X ogłosił nową krucjatę przeciwko Turkom i nałożył trzyletni podatek w celu jej sfinansowania. Ponieważ był człowiekiem rozrzutnym, Państwo Kościelne nieustannie borykało się z kłopotami finansowymi. Aby pokryć koszty wygodnego życia, rozlicznych mecenatów sztuki, budowy bazyliki św. Piotra, a także organizacji krucjaty papież sprzedawał odpusty i urzędy kościelne, zaciągał pożyczki, zastawiał własne skarby.
Był ostatnim papieżem, który przyjął święcenia kapłańskie dopiero w chwili wyboru.

### Śmierć
Leon X zmarł 1 grudnia 1521 na malarię, podczas gdy Paolo Giovio podejrzewał otrucie, w związku z czym kilka osób zostało aresztowanych, a następnie zwolnionych z braku dowodów. Ostatecznie teoria ta została uznana za bezpodstawną. Jego grobowiec znajduje się w rzymskiej bazylice Santa Maria sopra Minerva.

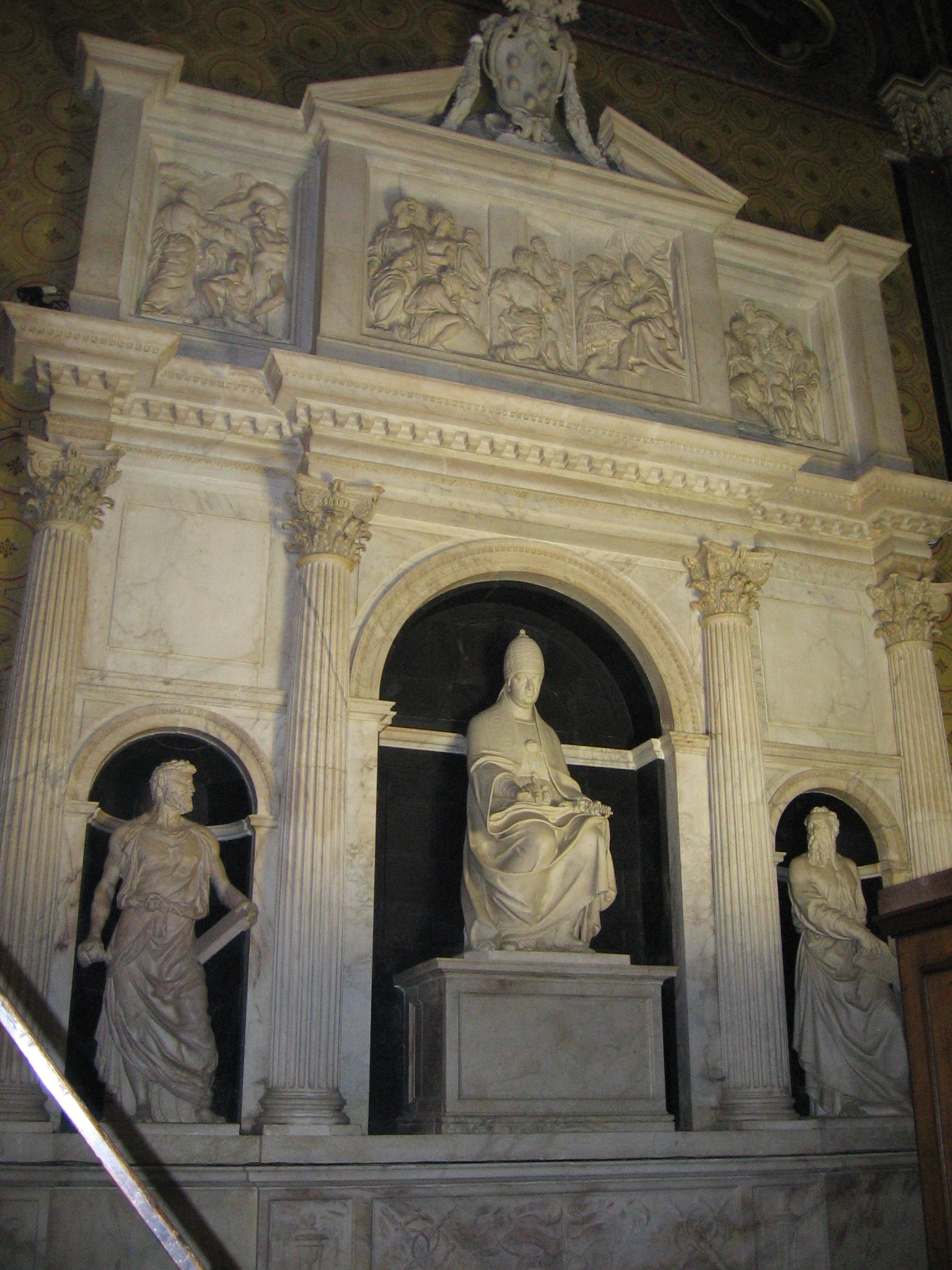
Grobowiec Leona X

## Reformacja

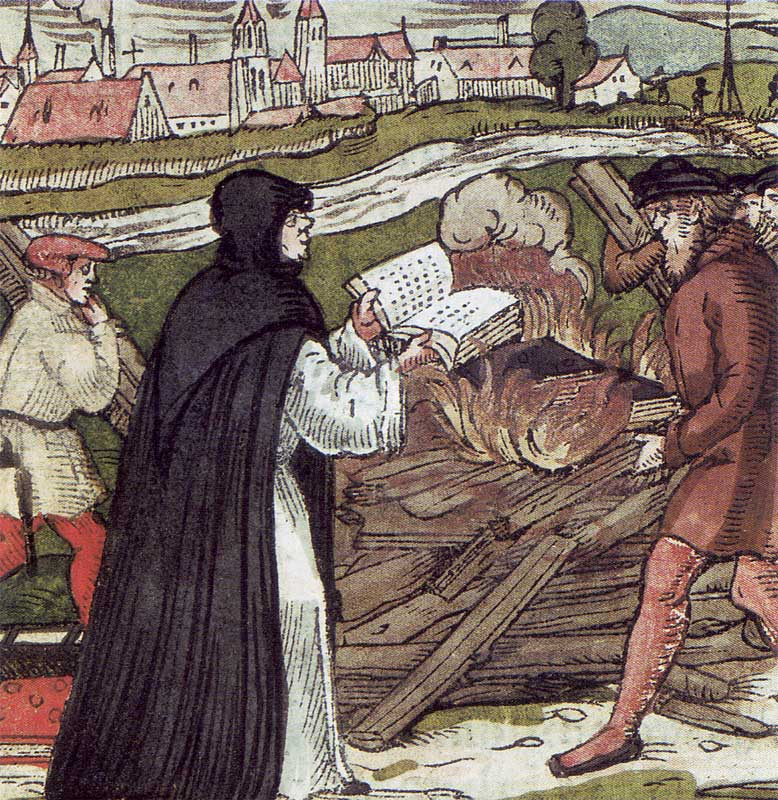
Spalenie bulli papieskiej przez Marcina Lutra (10 grudnia 1520)

Za czasów Leona X doszło do brzemiennego w skutki wystąpienia reformatora Kościoła, Marcina Lutra. W 1515 Leon X wznowił rozpisane przez Juliusza II na początku wieku odpusty, z których dochody przeznaczone były na budowę nowej bazyliki św. Piotra. Szczególne kontrowersje były związane z faktem, że Albrecht Brandenburski, arcybiskup Magdeburga, arcybiskup Moguncji oraz biskup Halberstadt w jednej osobie, który kupił sobie te urzędy kościelne i musiał w tym celu zaciągnąć kredyt wysokości 29 000 guldenów reńskich w złocie, teraz otrzymał od Leona X dochody z kazań odpustowych w celu zwrócenia zaciągniętej pożyczki bankowi Fuggerów. Wzbudziło to reakcję Lutra, który w 1517 ogłosił 95 tez w Wittenberdze. W 1519 Luter zakwestionował magisterium papieża i wyłożył naukę reformacyjną, na co Leon X odpowiedział bullą Exsurge Domine ogłoszoną 15 czerwca 1520, w której zagroził Lutrowi ekskomuniką. Doszło do niej 3 stycznia 1521, po tym jak Luter dokonał publicznego spalenia bulli. W tym samym roku papież zmarł, nie zdając sobie prawdopodobnie sprawy z doniosłości reformacji i wpływu jaki nauki Lutra miały wywrzeć na dalsze dzieje Kościoła.

## Mecenat artystyczny
Był człowiekiem wykształconym, a także wielkim miłośnikiem sztuki, podobnie jak jego poprzednicy. Zatrudniał znakomitych artystów, takich jak Michał Anioł, Rafael Santi czy Donato Bramante. Za jego pontyfikatu trwały prace przy dekoracji kaplicy Sykstyńskiej, a Rzym stał się centrum kultury, sztuki i architektonicznego postępu. Według relacji weneckiego ambasadora, podczas pontyfikatu Leona X powstało ponad 10 000 nowych budynków, nastąpił rozwój nauki, w 1513 odnowiono uniwersytet rzymski. Tymczasem brak dyscypliny w zakresie wydatków doprowadził skarbiec papieski do niemalże całkowitego opróżnienia.

## Nominacje kardynalskie
Leon X mianował 42 kardynałów na 8 konsystorzach.

## Kontrowersje
Szwajcarski historyk protestancki Jean-Henri Merle d’Aubigné stwierdził, że Leon X był ateistą (Co się atoli uczucia religijnego dotyczy, to tego u Leona nie było zgoła ani śladu). Niewiarę papieżowi przypisywał również skonfliktowany z papiestwem Wenecjanin Paolo Sarpi. John Bale w satyrycznej pracy The pageant of Popes (1574) przypisał papieżowi Leonowi X słowa: „Wszystkie wieki mogą poświadczyć jak korzystna była dla nas ta bajka o Chrystusie.”. Wypowiedź ta występuje jednak po raz pierwszy dopiero w tej książce i to bez żadnych odnośników i szczegółowych informacji, dlatego już w XVIII wieku uznano ją za nieautentyczną. Elizabeth Knowles w książce What they didn’t say: a book of misquotations (wyd. Oxford) zalicza cytat do przypisywanych fałszywie. Badacz historii papiestwa, Ludwig von Pastor, uznał tę wypowiedź za nieprawdziwą. Philip Schaff stwierdził, że nie ma dowodów, by Leon kiedykolwiek wypowiedział takie słowa.
Leonowi X stawiano także zarzuty o charakterze obyczajowym. We współczesnych i późniejszych paszkwilach o polemicznym charakterze pojawiają się wzmianki o uprawianiu sodomii. Podejrzenie niemoralnego życia w ogólnikowej formie sformułował związany z Medyceuszami historyk Francesco Guicciardini. Wiarygodność tych opinii jest różnie oceniana przez historyków. Za wiarygodne uznawał je włoski biograf Leona X, Cesare Falconi, natomiast Ferdinand Gregorovius i Ludwig von Pastor odrzucili je w sposób mniej lub bardziej zdecydowany. Ten ostatni zwrócił uwagę, że o rzekomej rozwiązłości Leona X milczą raporty zazwyczaj dobrze poinformowanych ambasadorów przy Stolicy Apostolskiej, a sam Guicciardini nie był członkiem dworu papieskiego, lecz pracownikiem administracji na prowincji. Ponadto Pastor przytoczył przeciwstawne opinie współczesnych papieżowi autorów, np. Matteo Herculano, bliski przyjaciel Leona X, zapewniał po jego śmierci, że wstrzemięźliwość seksualna była jedną z jego głównych cnót. O „zniesławiających” zarzutach o „niewłaściwą miłość” wobec niektórych ze swych szambelanów pisał także XVI-wieczny historyk Paolo Giovio, który jednak nie przedstawił jednoznacznego stanowiska. Angielski pisarz, Joseph McCabe zinterpretował to jako potwierdzenie zarzutów. Bez względu na to ile jest w nich prawdy, nie ulega wątpliwości, że w najbliższym otoczeniu Leona X byli duchowni prowadzący otwarcie niemoralny tryb życia, np. kardynał Bernardo Dovizi da Bibbiena, z którym pozostawał w relacji przyjacielskiej. O nieuporządkowanym życiu osobistym Bibbieny świadczy zachowana korespondencja, a także obecność erotycznych malunków w jego łazience, jednocześnie brak jakichkolwiek dowodów, by spotykało się to z dezaprobatą Leona X.

## Ocena

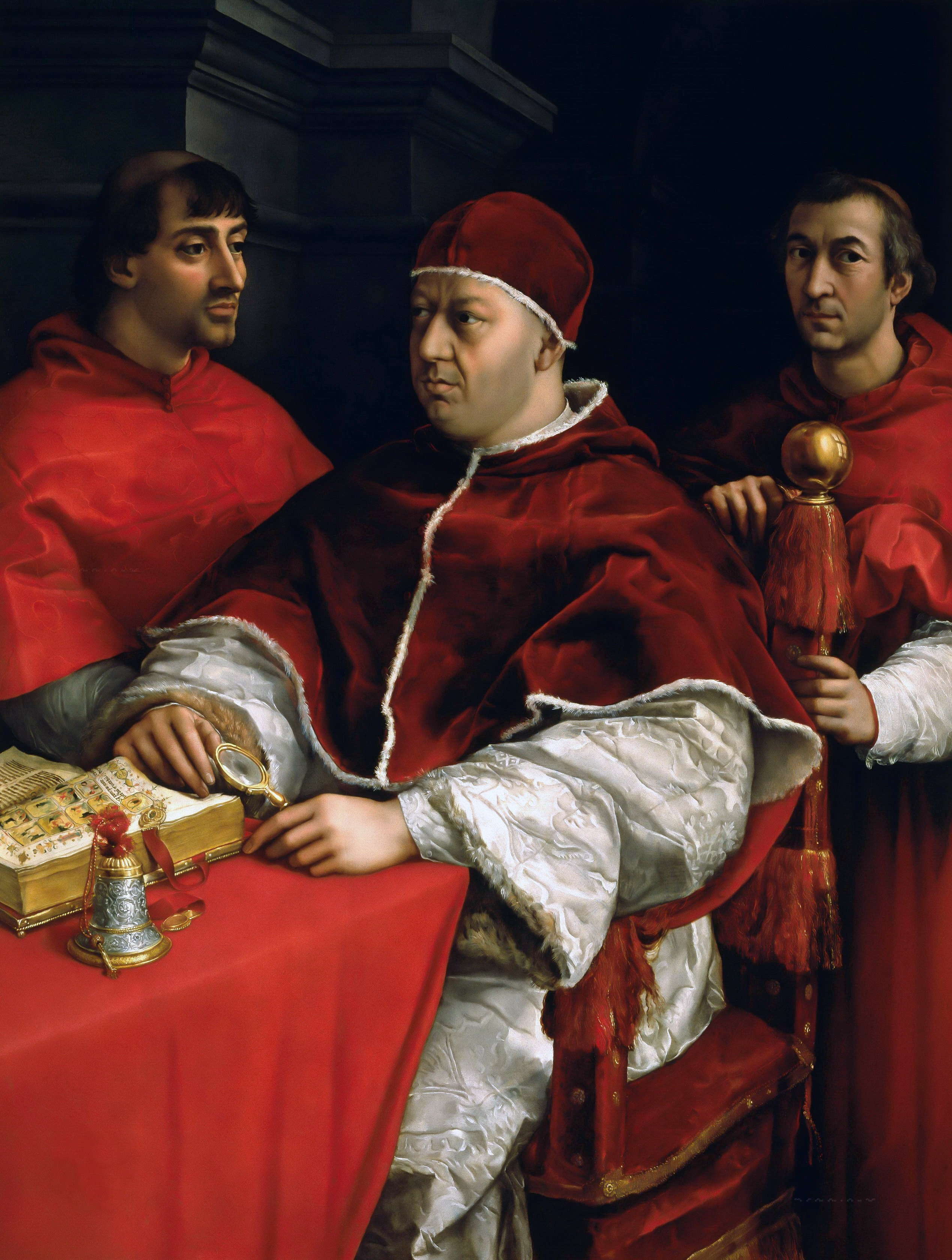
Leon X w otoczeniu dwóch kuzynów-kardynałów pędzla Rafaela Santiego

Zarzuca się mu nepotyzm, marnotrawstwo dóbr kościelnych i rozrzutność, jednak główne ostrze krytyki skierowane pod adresem Jana Medyceusza dotyczy bierności w kwestii reformy Kościoła, która doprowadziła do protestu Lutra. Ludwig von Pastor zarzuca papieżowi, którego określa mianem „prawdziwego dziecka renesansu”, że pozostawał głuchy na głosy płynące z Niemiec, nawołujące do naprawy papiestwa. Twierdzi jednocześnie, że świeckość Leona X była groźniejsza od rozwiązłości Aleksandra VI.
Zarzut wystawnego życia i marnowania pieniędzy potwierdza także Ferdinand Gregorovius. Krytykuje także jego makiawelizm i władczość, pozostające w sprzeczności z postawą należną duchownemu. Określając Leona X mianem podłego i nieznośnego papieża, równocześnie wyraża podziw dla jego umiejętności dyplomatycznych i manier włoskiego księcia. Do negatywnych ocen przyłączył się także Philip Schaff, który stwierdził, że papież był osobą przebiegłą, choć nie był niegodziwcem, za jakiego Schaff uznał Aleksandra VI.

## Ważniejsze dokumenty dogmatyczne
- Konstytucja Exsurge Domine potępiająca 41 zdań wziętych z różnych dzieł Marcina Lutra.